# 鄭泰祐
鄭泰祐（韓語：정태우，1982年3月23日—），韓國男演員。

## 演出作品

### 電視劇
- 1994年：KBS《韓明澮》飾演 朝鲜端宗
- 1998年：KBS《龍之淚》飾演 抚安大君 李芳蕃
- 1998年：KBS《王與妃》飾演 朝鲜端宗李弘暐
- 2000年：KBS《太祖王建》飾演 崔凝
- 2001年：SBS《女人天下》飾演 仁　宗
- 2002年：MBC《男生女生向前走》飾演 鄭泰宇
- 2003年：SBS《太陽深處》飾演 金在賢
- 2003年：SBS《武人時代》飾演 高麗熙宗
- 2003年：MBC《Ling Ling》
- 2003年：SBS《走入陽光》
- 2006年：KBS《偉大的遺產》飾演 飛魚
- 2006年：KBS《大祚榮》飾演 李劍
- 2007年：SBS《王與我》飾演 燕山君
- 2008年：KBS《媽媽發怒了》
- 2010年：KBS《戰友》飾演 千聖一
- 2011年：MBC《一閃一閃亮晶晶》飾演 尹承載
- 2015年：KBS《懲毖錄》飾演 李天利
- 2015年：KBS《生意之神 - 客主2015》飾演 先乭
- 2017年：tvN《犯罪心理》飾演 金民秀（多重人格者）
- 2018年：OCN «坏家伙们：恶的都市» 飾演 郑泰祐（特别出演第16集）
- 2021年：KBS《太宗李芳遠》飾演 李叔蕃

### 電影
- 2002年：《男生女生向前走3》
- 2004年：《風斗士》
- 2004年：《Wind Fighter》
- 2023年：《我在这里》

## 外部連結
- 鄭泰祐的Instagram帳戶
- 鄭泰祐的Twitter （页面存档备份，存于）
- NAVER搜索 （页面存档备份，存于）